# La Luna Sangre
La Luna Sangre é uma telenovela filipina exibida pela ABS-CBN entre 19 de junho de 2017 e 2 de março de 2018, estrelada por Kathryn Bernardo, Daniel Padilla, Richard Gutierrez e Angel Locsin.

## Elenco

### Elenco principal
- Kathryn Bernardo como Malia O. Rodriguez/Emilio "Miyo" Alcantara/Toni
- Daniel Padilla como Tristan S. Toralba
- Richard Gutierrez como Sandrino "Supremo" M. Villalobo/Gilbert Imperial
- Angel Locsin como Lia O. Rodriguez/Jacintha Magsaysay

### Elenco de apoio
- Albert Martinez como Theodore "Prof. T" Montemayor
- Gelli de Belen como Bettina "Betty" Toralba
- Sylvia Sanchez como Dory Lumakad
- Ina Raymundo como Veruska Arguelles
- Tony Labrusca como Jake Arguelles
- Khalil Ramos como Lemuel Ruiz
- Joross Gamboa como Baristo
- Bryan Santos como Gael
- Lexi Fernandez como Julieta
- Polo Ravales como Eric
- Dino Imperial como Jethro Kabigting
- Sam Pinto como Diana
- Randy Santiago como Noel "Doc" Domingo
- Desiree del Valle como Summer Sison
- Alora Sasam como Winter Sison
- Joan Bugcat como Spring Sison
- Maymay Entrata como Apple Toralba
- Noel Trinidad como Gabriel Toralba
- Debraliz Valasote como Pina Toralba
- Dennis Padilla como Berto Lumakad
- Meryll Soriano como Greta Lumakad
- Hyubs Azarcon como Bogart
- Ahron Villena como Andrew/Omar

### Elenco estendida
- Jharim Saddam como Porky
- Alyana Asistio como Neri
- Freddie Webb como senador Salvador Paglinauan
- Mel Kimura como Madam Star/Iska
- Francis Magundayao como Nognog Sebastian
- Kristel Fulgar como Luningning Ramos
- Patrick Sugui como Andrei Dominic "Adee" Ilagan
- Michelle Vito como Joey Angela Martinez
- Jane De Leon como Lauren
- Badjie Mortiz como Piolo James Magbanua/Mata
- Joe Vargas como Hanno
- Joshua Colet como Leo Nakpil
- Lance Pimentel como Rambo
- Kyle Verches como Rocky
- Myrtle Sarrosa como Therine
- Anjo Damiles como Angelo
- Young JV como Joshua
- Miho Nishida como Myka
- Paulo Angeles como aquele que foi mordido por um vampiro em um carro
- Johan Santos como Rafael Borreros
- Jef Gaitan como Karen
- Derick Hubalde como Chino
- Mikylla Ramirez como Nora
- John Steven De Guzman como Kuto
- Chun Sa Jung como Lisa
- Edward Barber como Yuri
- Karel Marquez como Nisha

## Exibição
| País/Região      | Emissora  | Data de estréia     | Data de final      | Título              |
| ---------------- | --------- | ------------------- | ------------------ | ------------------- |
| Filipinas        | ABS-CBN   | 19 de junho de 2017 | 2 de março de 2018 | La Luna Sangre      |
| Estados Unidos   | TFC       | junho de 2017       | março de 2018      | La Luna Sangre      |
| Canadá           | TFC       | junho de 2017       | março de 2018      | La Luna Sangre      |
| Japão            | TFC       | junho de 2017       | março de 2018      | La Luna Sangre      |
| Taiwan           | TFC       | junho de 2017       | março de 2018      | La Luna Sangre      |
| Hong Kong        | TFC       | junho de 2017       | março de 2018      | La Luna Sangre      |
| Malásia          | TFC       | junho de 2017       | março de 2018      | La Luna Sangre      |
| Indonésia        | TFC       | junho de 2017       | março de 2018      | La Luna Sangre      |
| Singapura        | TFC       | junho de 2017       | março de 2018      | La Luna Sangre      |
| Papua-Nova Guiné | TFC       | junho de 2017       | março de 2018      | La Luna Sangre      |
| Austrália        | TFC       | junho de 2017       | março de 2018      | La Luna Sangre      |
| Nova Zelândia    | TFC       | junho de 2017       | março de 2018      | La Luna Sangre      |
| Europa           | TFC       | junho de 2017       | março de 2018      | La Luna Sangre      |
| Médio Oriente    | TFC       | junho de 2017       | março de 2018      | La Luna Sangre      |
| Tailândia        | Bright TV | 2018                |                    |                     |
| Indonésia        | MNCTV     | 2018                |                    | Misteri Bulan Merah |